# Delphine Delamare
Delphine Delamare (* 17. Februar 1822 in La Rue-Saint-Pierre; † 6. März 1848 in Ry) war eine französische Frau, deren tragisches Schicksal vermutlich Gustave Flaubert zu seinem Roman Madame Bovary inspirierte.

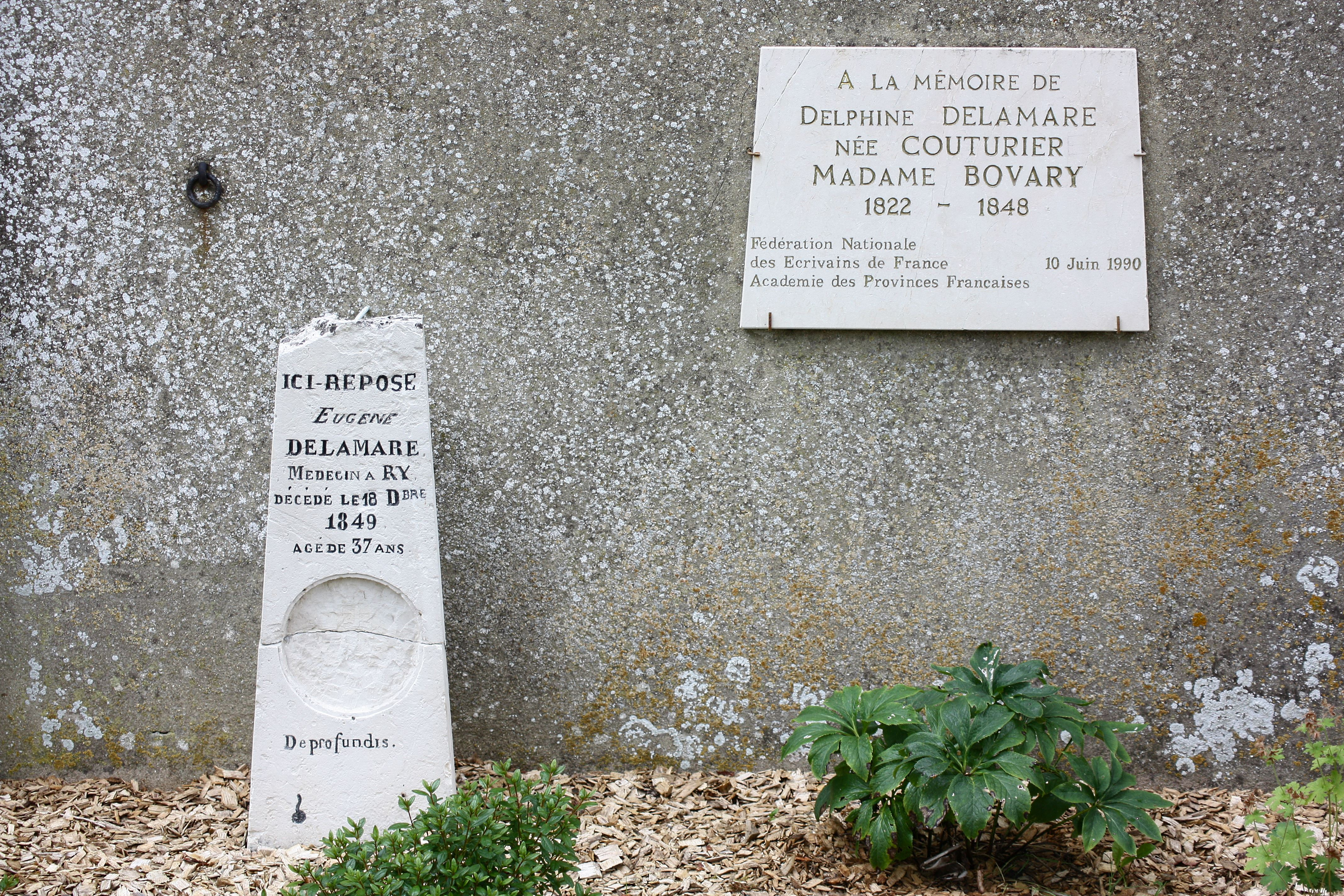
Grabanlage des Ehepaars Delamare auf dem Friedhof Ry

## Biographie
Véronique Delphine Couturier wurde in der Gemeinde La Rue-Saint-Pierre im Département Seine-Maritime, welche in der Region Normandie liegt, als ältestes von fünf Kindern geboren. 1836 zog die Familie nach Blainville-Crevon.
Am 7. August 1839 heiratete sie dort den „Officier de santé“ (so nannte man bis 1803 in Frankreich einen praktizierenden Arzt ohne Doktortitel) Benoist-Eugène Delamare, geboren am 17. November 1812 in Rouen. Er war dereinst Schüler von Gustave Flauberts Vater Achille Cléophas Flaubert. Aus dieser Vereinigung ging am 29. November 1842 eine Tochter (Alice-Delphine) hervor. Die Familie ließ sich in Ry nieder.
Delphine Delamare nahm sich nacheinander Liebhaber und wurde jeweils von diesen verlassen. Überdies wurde sie von erdrückenden Schulden geplagt. Am 6. März 1848 beging sie im Alter von 26 Jahren durch die Einnahme von Arsenik, welches sie sich in der ihrem Haus schräg gegenüberliegenden Apotheke beschafft hatte, Selbstmord. Ihr Mann Eugène starb am 18. Dezember des folgenden Jahres im Alter von 37 Jahren. Das Ehepaar fand auf dem Friedhof des Dorfes Ry seine letzte Ruhe. Eine Tafel, die 1990 der Verband französischer Schriftsteller stiftete und den zuvor entwendeten Grabstein ersetzen soll, zeigt ihren Mädchennamen ergänzt mit dem Zusatz „Madame Bovary“. Das Haus der Delamares in der Rue Grand’ Rue 58 ist die heutige Apotheke von Ry.

## Bildliche Näherung zur Romanfigur

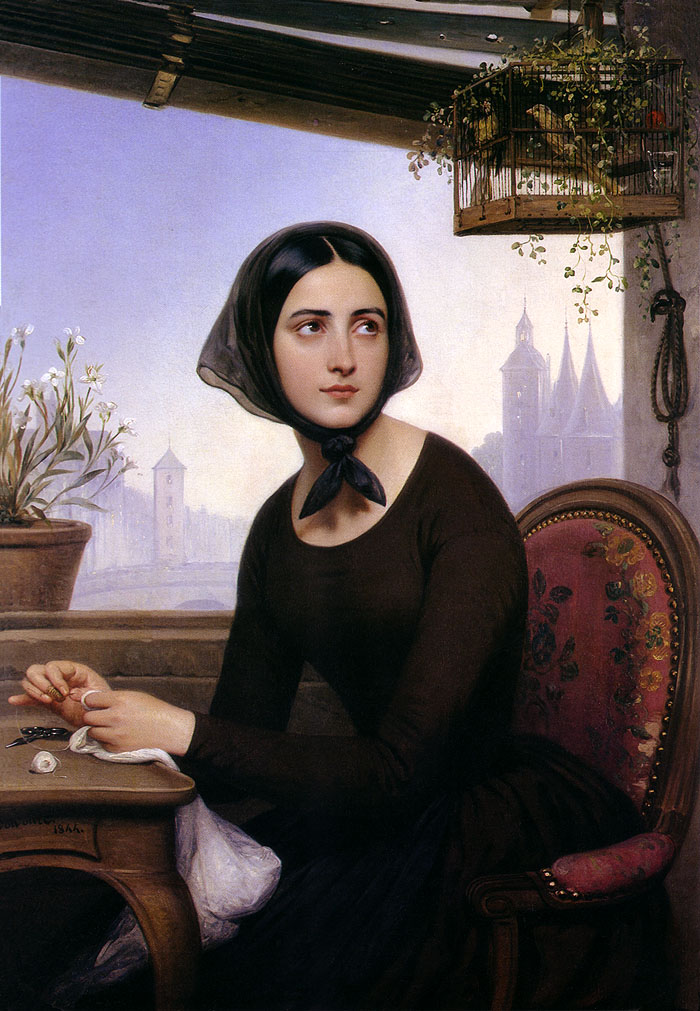
Rigolette cherchant à se distraire en l'absence de Germain, Gemälde von Joseph-Désiré Court (1844)

Am 22. November 1890 veröffentlicht der Schriftsteller und Journalist Georges Dubosc einen Artikel mit dem Titel „Die wahre Madame Bovary“ in der von 1785 bis 1944 erschienenen Zeitung Le Journal de Rouen, worin er erstmals eine Verbindung zwischen Delphine Delamare und Madame Bovary herstellte. Seitdem gilt sie als das wahrscheinliche Vorbild für die Romanfigur Flauberts, obgleich dieser das Werk zuvor als „eine frei erfundene Geschichte“ und den Charakter als „eine reine Erfindung“ vorstellte.
Die Mutter von Doktor Raoul Brunon, Gründerin des Musée Flaubert et d'histoire de la médecine in Rouen und Autorin eines Buches mit dem Titel «À propos de Madame Bovary» („Über Madame Bovary“, Girieud, Rouen, 1907), glaubt, sie in dem Gemälde Rigolette attendant le retour de Germain von Joseph-Désiré Court (Porträtmaler der Familie Flaubert) erkannt zu haben. Seitdem gilt dieses Gemälde, das eigentlich eine Episode des Fortsetzungsromans Les Mystères de Paris von Eugène Sue illustrierte, als ikonische Darstellung von Madame Bovary. Raoul Brunon war der Meinung, dass es sich bei der in Vénitienne au bal masqué von Joseph-Désiré Court Porträtierten ebenfalls um diese junge Frau handelt.
In dem von der Nationalbibliothek 1957 herausgegebenen Buch Flaubert et Madame Bovary werden die beiden Porträts nebeneinander mit einer Bildunterschrift dargestellt, die keine Zweifel erkennen lässt: «Deux portraits de jeune femme, par Court (Delphine Delamare, Mme Bovary)» (Zwei Porträts einer jungen Frau, von Court (Delphine Delamare, Madame Bovary)). Zahlreiche Anfragen an das Musée des beaux-arts de Rouen, dieses Motiv photographieren zu dürfen, zeugen von der Begeisterung für diesen bildlichen Zusammenhang, auch im Zusammenhang mit dem Rigolette-Motiv. Fernand Guey, Kurator des Musée des Beaux-Arts, erinnert an die regelrechte „Begeisterung für die Gemälde von Court und seiner Madame Bovary“. Das Titelbild der Taschenbuchausgabe von Madame Bovary im Januar 1972 trug durch seine weite Verbreitung ebenfalls dazu bei.